# Communauté de communes Rhin-Moder
La Communauté de communes Rhin-Moder est une ancienne intercommunalités qui a composé le Pays de l'Alsace du Nord située dans le département du Bas-Rhin et la région Alsace ; elle compte 3 communes membres.

## Historique
La communauté de communes Rhin-Moder a été créée 28 décembre 1995. Elle se substitue au SIVOM de Sessenheim-Stattmatten.

En 2014, elle fusionne avec 3 intercommunalités voisines pour former la Communauté de communes du pays Rhénan

## Composition
- Dalhunden (4 délégués)
- Sessenheim (5 délégués)
- Stattmatten (4 délégués)

## Administration
La communauté de communes Rhin-Moder avait son siège à Sessenheim. Son dernier président est Robert Metz, maire de Sessenheim.